# Grammy Award for Best Soul Gospel Performance, Traditional
Der Grammy Award for Best Soul Gospel Performance, Traditional, auf Deutsch „Grammy-Auszeichnung für die beste traditionelle Soul Gospel-Darbietung“, ist ein Musikpreis, der von 1978 bis 1983 von der amerikanischen Recording Academy im Bereich der Gospelmusik verliehen wurde.

## Geschichte und Hintergrund
Die seit 1959 verliehenen Grammy Awards werden jährlich in zahlreichen Kategorien von der Recording Academy in den Vereinigten Staaten vergeben, um künstlerische Leistung, technische Kompetenz und hervorragende Gesamtleistung ohne Rücksicht auf die Album-Verkäufe oder Chart-Position zu würdigen.
Eine dieser Kategorien ist der Grammy Award for Best Soul Gospel Performance, Traditional. Der Preis wurde von 1978 bis 1983 vergeben. Ein ähnlicher Preis, der Grammy Award for Best Traditional Soul Gospel Album bzw. Grammy Award for Best Traditional Gospel Album wurde von 1991 bis 2011 vergeben.

## Gewinner und Nominierte
| Jahr | Gewinner                                     | Nationalität       | Werk                                  | Nominierte | Bild des/der Gewinner(s) |
| ---- | -------------------------------------------- | ------------------ | ------------------------------------- | ---------- | ------------------------ |
| 1978 | James Cleveland                              | Vereinigte Staaten | James Cleveland Live at Carnegie Hall |            |                          |
| 1979 | Mighty Clouds of Joy                         | Vereinigte Staaten | Live and Direct                       |            |                          |
| 1980 | Mighty Clouds of Joy                         | Vereinigte Staaten | Changing Times                        |            |                          |
| 1981 | James Cleveland und die Charles Fold Singers | Vereinigte Staaten | Lord, Let Me Be an Instrument         |            |                          |
| 1982 | Al Green                                     | Vereinigte Staaten | The Lord Will Make a Way              |            |                          |
| 1983 | Al Green                                     | Vereinigte Staaten | Precious Lord                         |            |                          |